# Astra 28,2°E
Astra 28,2°E é o nome para o grupo de satélites de comunicações Astra que estão localizados na posição de 28,2 graus de longitude leste no Cinturão de Clarke, pertence e é operado pela SES com base em Betzdorf, Luxemburgo. Esta é uma das principais posições de satélite que sere TV para a Europa (as outras são a 31,5°E, 19,2°E, 23,5°E, e 5°E).

## Satélites localizados nesta posição

### Atual
- Astra 2A
- Astra 2C (inativo)
- Astra 2D (inativo)[1]
- Astra 2E
- Astra 2F[2]
- Astra 2G[3]

#### Satélites não-Astra (28.5°E)
- Eutelsat 28A

### Anterior
- Astra 1N (mudou-se para Astra 19,2°E)
- Astra 2B (atualmente em Astra 31,5°E)[4]
- Astra 1D (inativo, atualmente em 67.5°W)[5]
- Sirius 3 (atualmente em 51,2°E)[6]
- Eutelsat 28B (rebatizado para Afghansat 1 e mudou-se para 48°E)[7]